# Siroe, rey de Persia (Metastasio)
Siroe, rey de Persia (Siroe, re di Persia) es un libreto de ópera fruto de la estrecha colaboración que mantuvo el libretista italiano Pietro Metastasio (1698 – 1782) con su compatriota el compositor Leonardo Vinci (Strongoli, 1690 – Nápoles, 1730), durante el año 1725. Por aquel entonces, Metastasio, estaba comenzando la que sería una de las más portentosas y a la vez sorprendentes carreras como libretista de la historia de la ópera. Siroe fue el tercer libreto de los 27 que escribió Metastasio, siendo los dos anteriores: Siface, re di Numidia (1723) y Didone abbandonata (1724).

## Composición
Las fuentes que utilizó Metastasio para el libreto fueron: un drama de Jean Rotrou titulado Cosroes; y otra obra del poeta y dramaturgo veneciano Apostolo Zeno, titulada Ormisda. 

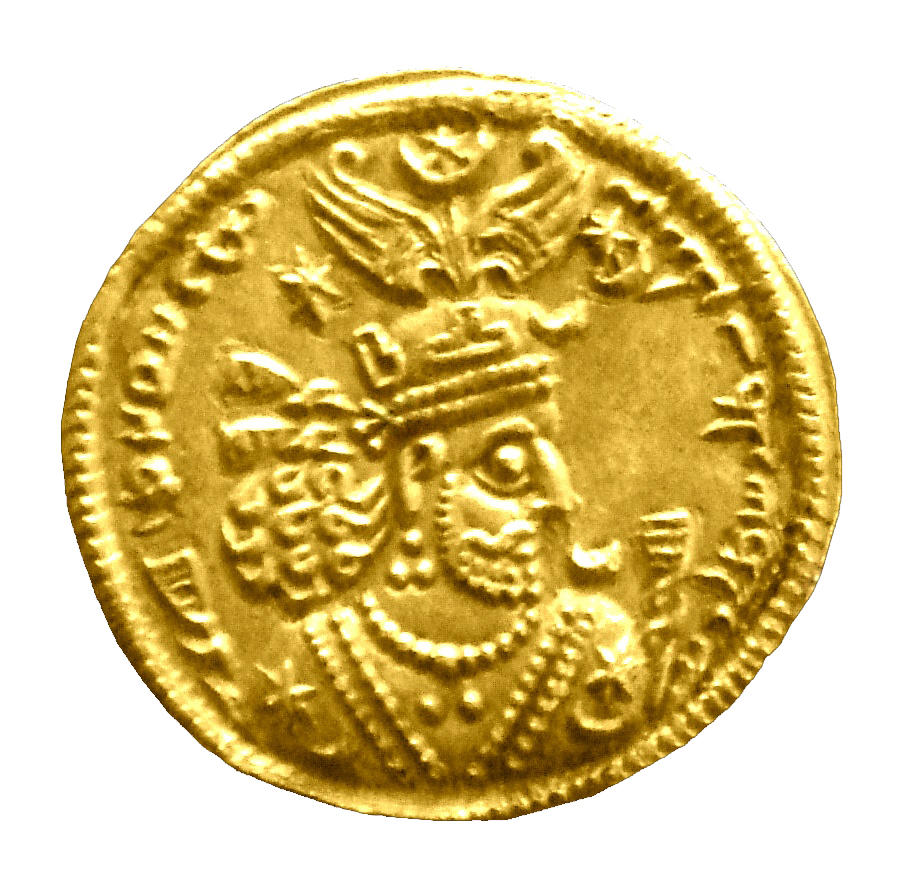
Moneda de oro de Cosroes II,.

## Personajes
| Personaje                                                                | Tesitura   | Reparto el 26 de diciembre de 1779 Director: Gaetano Pugnani |
| ------------------------------------------------------------------------ | ---------- | ------------------------------------------------------------ |
| Cosroes (rey sasánida de Persia)                                         | tenor      | Vincenzo Limperani                                           |
| Siroe (Hijo primogénito de Cosroes)                                      | castrato   | Giovanni Maria Rubinelli                                     |
| Medarse (hermano menor de Siroe)                                         | sopranista | Pietro Muschietti                                            |
| Emira (princesa travestida bajo el nombre de Idaspe, prometida de Siroe) | soprano    | Maria Balducci / Felicita Suardi                             |
| Arasse (general persa, amigo de Siroe)                                   | contralto  | Giuseppina Sanviti                                           |
| Laodice (hermana de Arasse, amante de Cosroes pero enamorada de Siroe)   | soprano    | Isabella Raineri                                             |

## Argumento

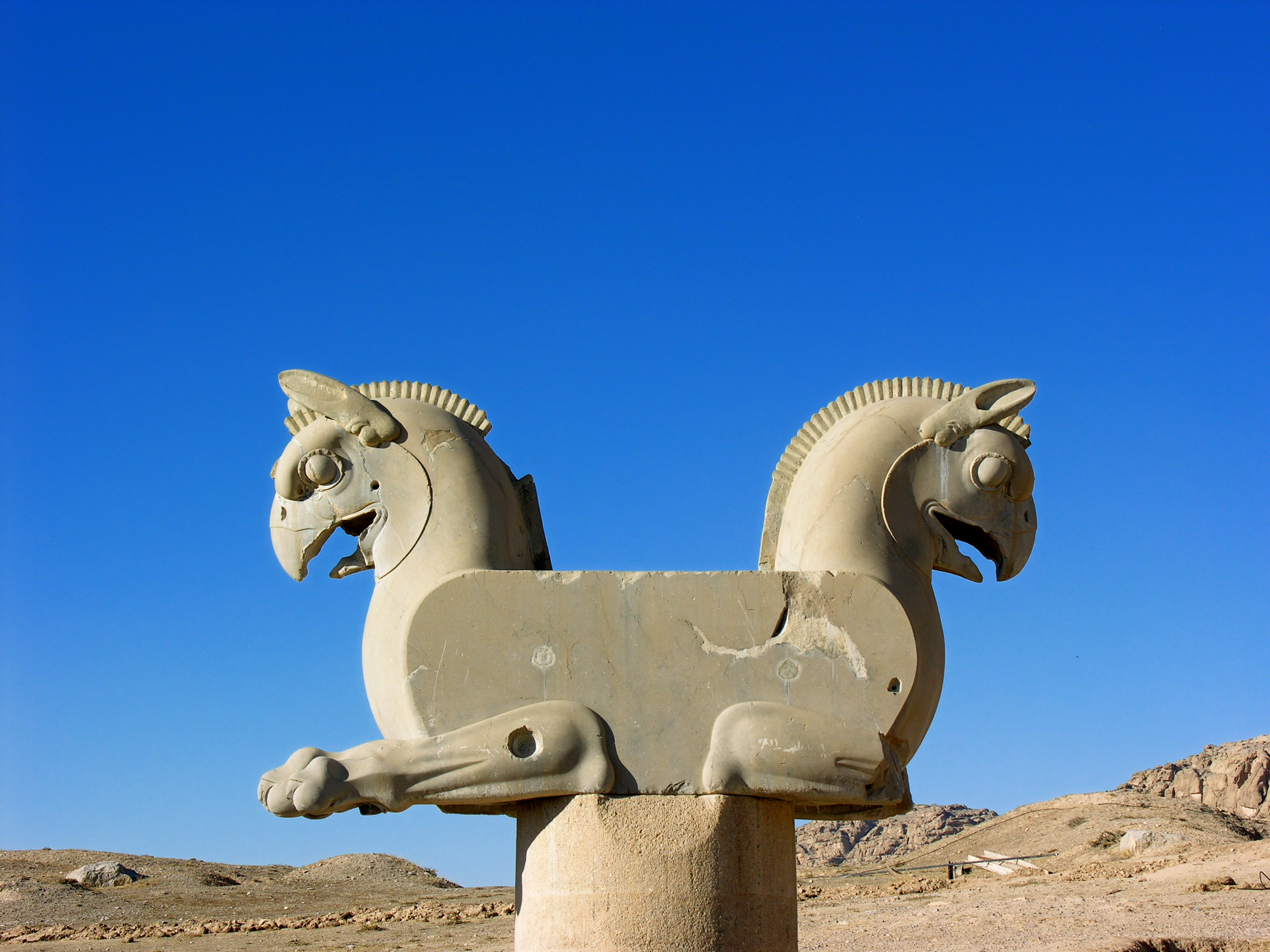
Persépolis, columna con capitel de doble grifo.

La trama se desarrolla en el siglo VII en la ciudad de Ctesifonte, capital del Imperio sasánida a orillas del río Tigris, situada en lo que actualmente es Irak. 

El rey Cosroes y Siroe, su primogénito, son víctimas de intrigas cruzadas. Por una parte, Emira, la prometida de Siroe, conspira disfrazada de hombre para matar al rey en venganza por la muerte de su padre. Siroe es reacio en ayudar a Emira, y se debate entre el amor por su prometida y el parricidio. Y por otra, el soberano favorece a su hijo menor, Medarse, quien está dispuesto a alcanzar el trono a cualquier precio; mientras que Laodice, amante de Cosroes pero que está enamorada de Siroe, despechada al ser rechazada por éste, le acusa de asalto sexual y consigue que Siroe sea condenado a muerte. 

Finalmente se produce una rebelión popular y todas las intrigas contra Cosroes y Siroe salen a la luz. El rey perdona a todos y bendice la unión entre Siroe y Emira, declarando a su primogénito, Siroe, como legítimo sucesor.

## Influencia
Metastasio tuvo gran influencia sobre los compositores de ópera desde principios del siglo XVIII a comienzos del siglo XIX. Los teatros de más renombre representaron en este período obras del ilustre italiano, y los compositores musicalizaron los libretos que el público esperaba ansioso. Siroe, rey de Persia fue utilizado por más de 30 compositores como libreto para sus óperas.